# Kazutoshi Hatano
Kazutoshi Hatano (波多野 和俊 Hatano Kazutoshi?,  Prefectura de Ōita, Japón, 2 de abril de 1979) es un actor de voz japonés, afiliado a Voice. Hatano debutó en 2000 con un pequeño papel en la serie Ai Yori Aoshi. Más tarde, le seguirían más papeles secundarios en numerosos anime, sin embargo, su papel más prominente y probablemente más conocido es el de Konoe en la novela visual Lamento: Beyond the Void.

## Filmografía

### Anime
2002
- Ai Yori Aoshi como Takashi
- Ki Fighter Taerang como Tolero

2003
- Cinderella Boy como Soldado A
- Mouse como Miembro del SAT

2006
- Gift como Maki Edō
- Shijō Saikyō no Deshi Ken'ichi como Subordinados

2007
- Jigoku Shōjo como Conductor, residente
- Toward the Terra como Yui, Aihara
- Devil May Cry: The Animated Series como Pizero
- Dōjin Work como Junichirō Hoshi
- Majin Tantei Nōgami Neuro como Hombre A

2008
- Ayakashi como Ciudadano
- Chaos;Head como Yasuzawa
- Jigoku Shōjo como Estudiante
- Persona Trinity Soul
- Code-E como Agente
- Sands of Destruction

2009
- Kobato. como Estudiante
- Jigoku Shōjo como Policía
- Hajime no Ippo
- Rideback

2011
- X-Men como Mutante

2016
- Danbo como Hachi Ware, Epsilon

### Videojuegos
- Avalon Code como Ur, Bis
- Lux-Pain como Arthur Mays
- Terumitsu Tsubasa Senki Tenkuu No Yumina como Graham Faradayant
- The Spirit of Eternity Sword 2 como Nobuaki Mori
- Une fille blanche como Konosuke Mamiya
- Lamento: Beyond the Void como Konoe